# Christopher Wesley
Christopher Wesley (ur. 23 czerwca 1987) – niemiecki hokeista na trawie. Złoty medalista olimpijski z Londynu.
Występuje w ataku. W reprezentacji Niemiec debiutował w 2005. Triumfował w mistrzostwach Europy w 2011 i był drugi w 2009. W kadrze rozegrał 65 spotkań i strzelił 14 bramek. Wcześniej występował w kadrach juniorskich i młodzieżowych.